# Chelmsford (Massachusetts)
Chelmsford é uma vila localizada no condado de Middlesex no estado estadounidense de Massachusetts. No Censo de 2010 tinha uma população de 33.802 habitantes e uma densidade populacional de 565,37 pessoas por km².

## Geografia
Chelmsford encontra-se localizado nas coordenadas 42° 35′ 49″ N, 71° 22′ 11″ O. Segundo o Departamento do Censo dos Estados Unidos, Chelmsford tem uma superfície total de 59.79 km², da qual 57.94 km² correspondem a terra firme e (3.09%) 1.85 km² é água.

## Demografia
Segundo o censo de 2010, tinha 33.802 pessoas residindo em Chelmsford. A densidade populacional era de 565,37 hab./km². Dos 33.802 habitantes, Chelmsford estava composto pelo 88.59% brancos, o 1.06% eram afroamericanos, o 0.1% eram amerindios, o 8.42% eram asiáticos, o 0.01% eram insulares do Pacífico, o 0.43% eram de outras raças e o 1.4% pertenciam a duas ou mais raças. Do total da população o 2.03% eram hispanos ou latinos de qualquer raça.